# Almendra (Salamanca)
Almendra ist eine nordspanische Gemeinde (municipio) in der Provinz Salamanca in der Autonomen Gemeinschaft Kastilien-León.

## Lage
Almendra liegt im Nordwesten der Provinz Salamanca in einer Höhe von ca. 760 Metern ü. d. M. in der felsigen Landschaft des Naturparks Arribes del Duero nahe der Almendra-Talsperre, die den Río Tormes aufstaut. Die Provinzhauptstadt Salamanca ist etwa 72 Kilometer (Fahrtstrecke) in südöstlicher Richtung entfernt.

## Bevölkerungsentwicklung
| Jahr      | 1950 | 1960 | 1970 | 1981 | 1991 | 2000 | 2018 |
| Einwohner | 497  | 515  | 846  | 262  | 198  | 196  | 157  |

Im Jahr 1900 hatte der Ort noch gut 650 Einwohner. Infolge des Verlusts an Arbeitsplätzen durch die Mechanisierung der Landwirtschaft ist die Bevölkerungszahl seitdem auf den derzeitigen Tiefststand zurückgegangen. Der sprunghafte Anstieg in den späten 1960er und frühen 1970er Jahren ist auf den vorübergehenden Zuzug von Arbeitern und Ingenieuren beim Bau der Talsperre zurückzuführen.

## Wirtschaft
Die Landwirtschaft spielt traditionell die größte Rolle im Wirtschaftsleben der Gemeinde. Einnahmen aus dem Tourismus in Form der Vermietung von Ferienwohnungen (casas rurales) sind in den letzten Jahrzehnten hinzugekommen.

## Geschichte
Einige kleinere Bodenfunde aus der Gegend weisen auf die Anwesenheit des keltischen Stammes der Vettonen und der nachfolgenden Römer hin.

## Sehenswürdigkeiten
- Die kleine Pfarrkirche des Ortes hat einen Glockengiebel (espadaña) im Westen und eine offene Südvorhalle (portico).
- Hauptattraktion in der Umgebung des Ortes ist auf der Grenze zwischen den Provinzen Salamanca und Zamora gelegene Staumauer der etwa acht Kilometer nördlich des Ortes gelegenen Almendra-Talsperre, die in der Franco-Zeit erbaut und im Jahr 1970 fertiggestellt wurde. Die Staumauer ist 202 Meter hoch und 567 Meter lang. Die Talsperre hat ein maximales Fassungsvermögen von 2650 Millionen Kubikmetern und gehört somit zu den größten Europas.
- Beeindruckend ist auch der nahegelegene Steinbruch, aus welchem das Steinmaterial für das an Ort und Stelle errichtete Betonmischwerk stammt.